# 何其高
何其高（1493年—？年），字抑之，號白坡，四川省保寧府閬中縣人，明朝政治人物。

## 生平
正德十一年（1516年）丙子科四川鄉試六十三名舉人，嘉靖十一年（1532年）壬辰科會試一百二十三名，廷試二甲二十六名進士，刑部觀政，授南京工部主事，調北刑部，嘉靖十三年（1534年）十二月改廣西道監察御史。十五年十月因张延龄案贬州判，升寧國府通判，歷户部主事、郎中，升吉安府知府，陞山東都轉運使。升陕西參政、陕西右布政使，三十三年十二月被巡按御史吉登弹劾贪污，被革职闲住。

## 家族
曾祖何源；祖何廣；父何明；母李氏。永感下，妻鄧氏，繼妻楊氏；劉氏；陳氏；兄其俸；廷瑞；天恩；其顯，弟天祐。